# Golmud
Golmud (cinese: 格尔木; pinyin: Ge'ermu, romanizzazione Wade-Giles: Ko-erh-mu) è una città-contea dello sheng (provincia) del Qinghai (Cina occidentale).

## Nome
Golmud è una romanizzazione di una parola mongola che significa "fiumi". Ge'ermu è la romanizzazione pinyin della pronuncia mandarina della trascrizione dello stesso nome in caratteri cinesi; a volte è scritto erroneamente Geermu. Ko-erh-mu era lo stesso nome romanizzato usando il sistema Wade-Giles. La romanizzazione Wylie della forma tibetana del nome è Nagormo.

## Infrastrutture e trasporti

### Strade
Golmud è un importante centro autostradale, situato all'intersezione di due antichi sentieri che più recentemente sono divenuti autostrade. Uno collega Xining nel Qinghai e Lanzhou nella provincia del Gansu, situate più a est, con l'area occidentale del bacino del Qaidam; l'altro corre in direzione nord-sud dal Gansu occidentale e, attraverso un passo sui monti Tanggula, giunge fino a Naqu e Lhasa nella Regione Autonoma del Tibet.

### Ferrovie
Inoltre, Golmud è collegata alla rete ferroviaria nazionale attraverso Lanzhou, e nel 2006 è stata inaugurata una nuova linea diretta verso sud a Lhasa, nel Tibet.

### Aeroporti
La città possiede anche un aeroporto con voli diretti verso Lhasa, Xi'an, Xining e Zhengzhou.

## Economia
Lo sviluppo industriale di Golmud è stato insignificante fino alla scoperta e al successivo sfruttamento delle ricche risorse minerarie della regione del Qaidam (tra le quali carbone, petrolio e vasti depositi di sale e altri minerali), ma da allora nella città si è sviluppata una fiorente industria chimica. Grazie ai fertilizzanti prodotti è stato possibile rendere coltivabili le desolate distese della regione. Le statistiche per il 2001 mostrano che il PIL nominale della città ammontava a 2,213 miliardi di RMB, con un aumento del 31,9% rispetto all'anno precedente e il tasso di crescita più alto dal 1990.

## Società

### Evoluzione demografica
Nel 2020, la città ospitava 221 863 abitanti. Una pubblicazione del 2018 della Commissione nazionale per gli affari etnici ha riportato che l'etnia cinese Han comprende il 69,82% della popolazione della città e i gruppi etnici minoritari costituiscono il 30,18%. La città ospita 33 minoranze etniche, le più grandi sono mongoli, tibetani e Hui.